# Order Kondora Andów
Order Kondora Andów (hiszp. Orden Nacional del Cóndor de los Andes) – najwyższe boliwijskie odznaczenie państwowe ustanowione w 1925.

## Historia i zasady nadawania
Order został ustanowiony 18 kwietnia 1925 z okazji stulecia Wielonarodowego Państwa Boliwii. Jest przyznawany Boliwijczykom i cudzoziemcom, a także instytucjom, „za wybitne zasługi – cywilne lub wojskowe – dla narodu i ludzkości”. 
Order dzieli się na sześć klas:
- Wielki Łańcuch (Gran Collar)
- Krzyż Wielki (Gran Cruz)
- Wielki Oficer (Gran Oficial)
- Komandor (Comendador)
- Oficer (Oficial)
- Kawaler (Caballero)

Ponadto z urzędu otrzymują go sprawujący swoje funkcje: prezydent kraju – Wielki Łańcuch, minister spraw zagranicznych – Krzyż Wielki oraz dyrektor generalny ceremoniału państwowego (hiszp. Director General de Ceremonial del Estado) – order w klasie Wielkiego Oficera.
Wielkim Mistrzem Orderu jest urzędujący prezydent Boliwii, który stoi na czele Kapituły Orderu. W jej skład wchodzą również: pełniący urząd minister spraw zagranicznych (jako kanclerz), dyrektor generalny ceremoniału państwowego (jako sekretarz) oraz trzech ministrów spraw zagranicznych ostatnich kadencji (jako członkowie).

## Insygnia
Odznaką orderu jest krzyż maltański, wykonany ze srebra. Jego ramiona, zakończone kulkami, pokrywa na awersie i rewersie ciemnoniebieska emalia. Ponadto łączą je stylizowane i obustronnie emaliowane kwiaty kantuty. Na środku krzyża umieszczony jest okrągły medalion. Na jego awersie widnieje – wpisany w okrąg – wizerunek masywu andyjskiej Cerro Rico de Potosí, oświetlonego słońcem pod bezchmurnym niebem. Na ogół wizerunek ów jest wzbogacony o sylwetkę kondora, siedzącego na skale lub lecącego. Zewnętrzną krawędź medalionu zajmuje emaliowany na biało pierścień z napisem (złożonym wersalikami) i datą: „La union es la fuerza • MCMXXV” (pol. „W jedności siła”). Rewers medalionu jest pokryty emalią o odcieniu żółtoczerwonym i znajduje się na nim monogram „RB” (Republica Boliviana), otoczony złotym pierścieniem. Odznaka jest zawieszona na srebrnej, płaskorzeźbionej sylwetce kondora z rozpostartymi skrzydłami. Metalowe elementy odznaki orderu klasy oficerskiej i wyższych są pozłacane.
Do orderu przynależy – w trzech najwyższych klasach – krzyż, będący odpowiednikiem gwiazdy orderowej. Wykonane ze złoconego srebra jednostronne insygnium jest powiększonym odwzorowaniem krzyża odznaki (wersji z kondorem). Większość egzemplarzy została opatrzona na rewersie sygnaturą głównego wytwórcy orderu, firmy Arthus-Betrand z Paryża. Odznaczenie wytwarzał także zakład medalierski La Royale z Rio de Janeiro.
Wstążki orderu są koloru zielonego. Wstążka klasy oficerskiej orderu jest uzupełniona rozetką.
Symbolika
Kantuta (łac. Cantua buxifolia), znana również jako „magiczny” lub „święty kwiat Inków”, oraz helikonia dziobata (łac. Heliconia rostrata), zwana także „szczypcami homara”, są kwiatami narodowymi Boliwii. W języku keczua ich nazwy to odpowiednio: qantu i patujú. Kwiat kantuty jest symbolem jedności narodowej, zaś kolory odmiany tricolor (czerwony – płatków, żółty – kielicha i zielony – okwiatu) tworzą barwy flagi państwowej.